# Graziana Saccocci
Graziana Saccocci (Milano, 2 gennaio 1962) è una canottiera italiana.
Atleta non vedente, ha cominciato l'attività agonistica nel 2004.
Ha conquistato due ori e due argenti ai campionati italiani e ha preso parte ai mondiali dal 2004 al 2009. Consegue, nel 2009 la medaglia d'argento ai Campionati mondiali.
Alle Paralimpiadi di Pechino 2008 ha vinto la medaglia d'oro nel canottaggio quattro con misti LTA insieme a Paola Protopapa, Luca Agoletto, Daniele Signore e al timoniere Alessandro Franzetti.
La sua allenatrice è Paola Grizzetti.

## Onorificenze
- Medaglia di bronzo al merito sportivo- 2006;